# 新格尔斯
新格尔斯（德語：Neuengörs）是德国石勒苏益格－荷尔斯泰因州的一个市镇。总面积13.40平方公里，总人口789人，其中男性395人，女性394人（2011年12月31日），人口密度59人/平方公里。